# Vida de Cristo

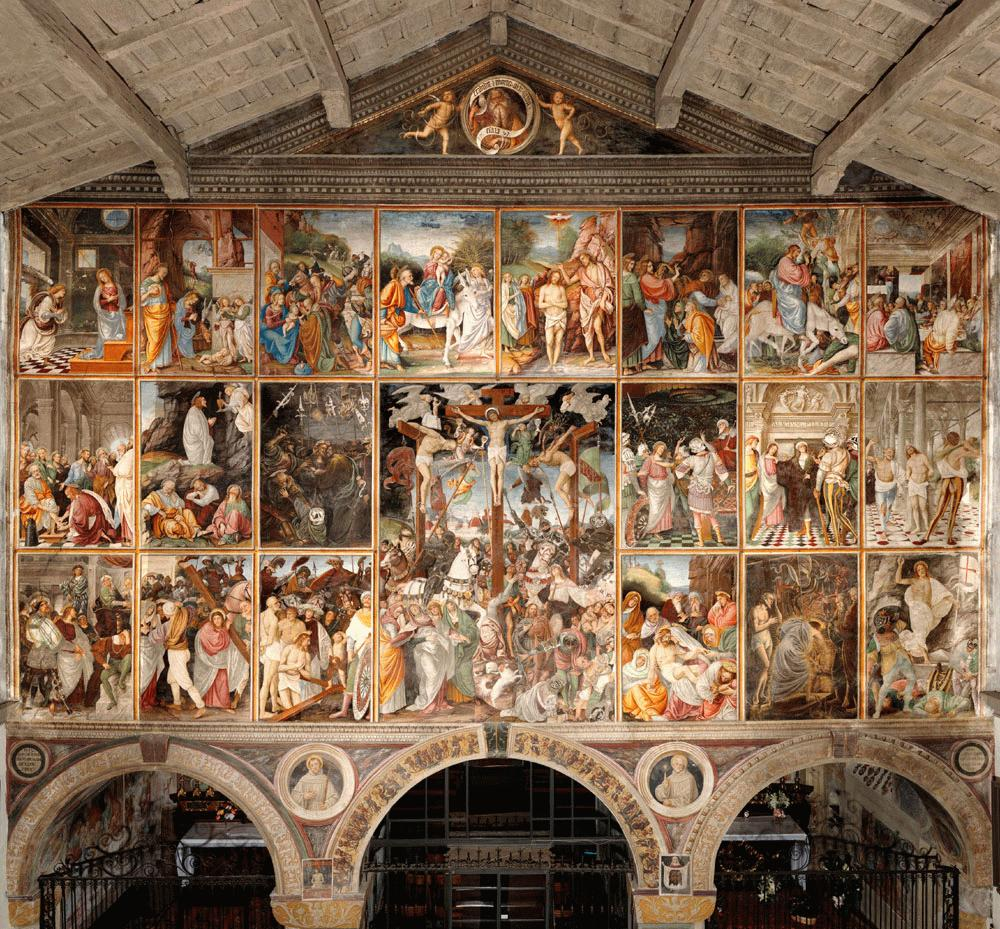
Ciclo de frescos Italiano do século XVI, com vinte e uma cenas desde a Anunciação até à Ressurreição. Fila superior: Anunciação, Natividade, Visita dos Três Magos, Fuga para o Egito, Baptismo de Cristo, Ascensão de Lázaro, Entrada em Jerusalém, Última Ceia. Fila do meio: Lavagem dos pés, Agonia no Jardim, Prisão de Cristo, Julgamento perante o Sinédrio, Julgamento perante Pilatos, Flagelação. Linha inferior: Ecce homo, Via dolorosa, Queda da Cruz, Crucificação, Descida da Cruz, Descida ao Inferno, Ressurreição

A vida de Cristo enquanto ciclo narrativo na arte cristã compreende uma série de temas, frequentemente agrupados em séries ou ciclos de trabalho em variados suportes, e que narram a vida de Jesus na terra, em oposição a diversos outros temas artísticos que mostram a vida eterna de Cristo, como Cristo em Majestade, e também vários outros géneros de retratos ou temas devocionais sem um elemento narrativo. A maior parte dos temas que formam os ciclos narrativos foram também temas de trabalhos individuais, embora com incidência muito diversa.
Os temas mais comuns são relativos ao nascimento e infância de Jesus, a Paixão de Cristo, que levou à sua crucificação e ressurreição. Muitos dos ciclos cobriam apenas um destes grandes temas, enquanto outros combinavam a Vida da Virgem com a de Jesus. Temas referentes à vida de Jesus durante o seu período de pregação, antes do tempo da Paixão, são relativamente raros na arte medieval, por diversos motivos.

## Cenas mais comuns
As cenas representadas mais frequentemente são:
| Mateus                                                                            | Marcos                                                          | Lucas                                                                         | João                                                                         | Outros textos                                                  |
| --------------------------------------------------------------------------------- | --------------------------------------------------------------- | ----------------------------------------------------------------------------- | ---------------------------------------------------------------------------- | -------------------------------------------------------------- |
| -                                                                                 | -                                                               | -                                                                             | Prólogo teológico (João 1:1-18)                                              | -                                                              |
| Genealogia de Jesus (Mateus 1:1-17)                                               | -                                                               | Genealogia de Jesus (Lucas 3:23-38)                                           | -                                                                            | -                                                              |
| Anunciação a José (Mateus 1:18-25)                                                | -                                                               | Anunciação a Maria (Lucas 1:26-38)                                            | -                                                                            | -                                                              |
| Preparativos para o nascimento (Mateus 1:25–2:1)                                  | -                                                               | Nascimento (Lucas 2:1-20)                                                     | -                                                                            | -                                                              |
| Epifania (Mateus 2:1-12)                                                          | -                                                               | -                                                                             | -                                                                            | -                                                              |
| -                                                                                 | -                                                               | Circuncisão de Jesus e Apresentação no templo (Lucas 2:22-39)                 | -                                                                            | -                                                              |
| Fuga para o Egito e Massacre dos bebês por Herodes (Mateus 2:13-23)               | -                                                               | -                                                                             | -                                                                            | -                                                              |
| -                                                                                 | -                                                               | Jesus no templo (Lucas 2:41-50)                                               | -                                                                            | -                                                              |
| Batismo de Jesus e tentação no deserto (Mateus 3:13-4:11)                         | Batismo de Jesus e tentação no deserto (Marcos 1:9-13)          | Batismo de Jesus e tentação no deserto (Lucas 2:21-22 e Lucas 4:1-13)         | -                                                                            | -                                                              |
| Ministério público com algumas perícopes (Mateus 4:12-20,34 e Mateus 21:18-25,46) | Ministério público (Marcos 1:14-10,52 e Marcos 11:20-13,37)     | Ministério público com muitas perícopes (Lucas 4:14-19,27 e Lucas 20:1-21,38) | Ministério público com muitas perícopes (João 1:35-12,50 e João 13:31-17,26) | «Palavras e atos, sinais e maravilhas» (Romanos 15:18-19)      |
| A entrada em Jerusalém (Mateus 21:1-11)                                           | A entrada em Jerusalém (Marcos 11:1-10)                         | A entrada em Jerusalém (Lucas 19:29-44)                                       | A entrada em Jerusalém (João 12:12-15)                                       | -                                                              |
| Última Ceia e instituição da Eucaristia (Mateus 26:26-29)                         | Última Ceia e instituição da Eucaristia (Marcos 14:22-25)       | Última Ceia e instituição da Eucaristia (Lucas 22:15-20)                      | Última Ceia e lavagem dos pés dos discípulos (João 13:1-11)                  | Última Ceia e instituição da Eucaristia (1 Coríntios 11:23-26) |
| Prisão, Julgamento e Crucificação de Jesus (Mateus 26:30-27:66)                   | Prisão, Julgamento e Crucificação de Jesus (Marcos 14:32-15:47) | Prisão, Julgamento e Crucificação de Jesus (Lucas 22:39-23:56)                | Prisão, Julgamento e Crucificação de Jesus (João 18:1-19:42)                 | -                                                              |
| Ressurreição e aparições (Mateus 28:1-20)                                         | Ressurreição e aparições (Marcos 16:1-20)                       | Ressurreição e aparições (Lucas 24:1-49)                                      | Ressurreição e aparições (João 20:1-31)                                      | Aparições em outros textos de Novo Testamento                  |
| -                                                                                 | -                                                               | -                                                                             | Aparições na Galiléia (João 21:1-25)                                         | -                                                              |
| -                                                                                 | Ascensão de Jesus (Marcos 16:19)                                | Ascensão de Jesus (Lucas 24:50-53)                                            | -                                                                            | Ascensão de Jesus (Atos 1:6-11)                                |

[carece de fontes?]

### Sequência do nascimento e infância

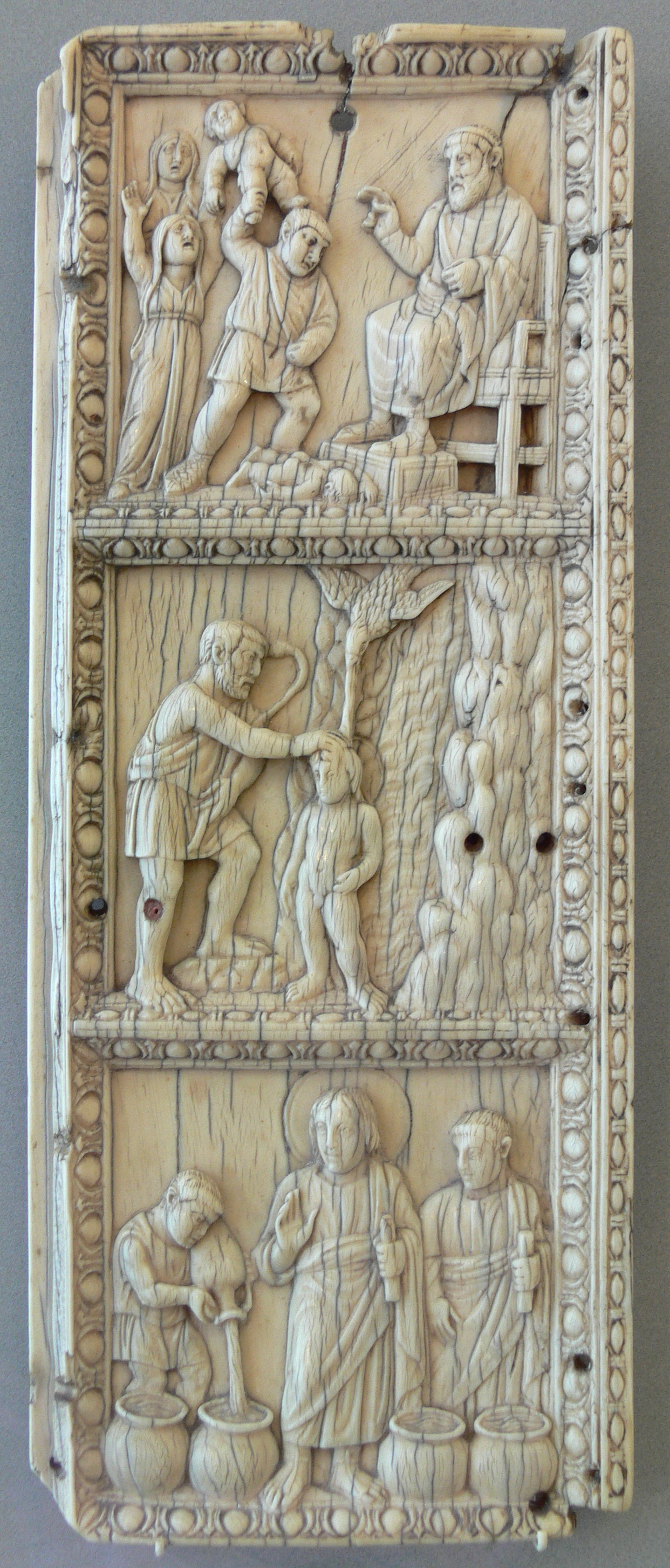
Painel de marfim com o Massacre dos Inocentes, Batismo de Jesus e Bodas de Caná, 1º terço do século V

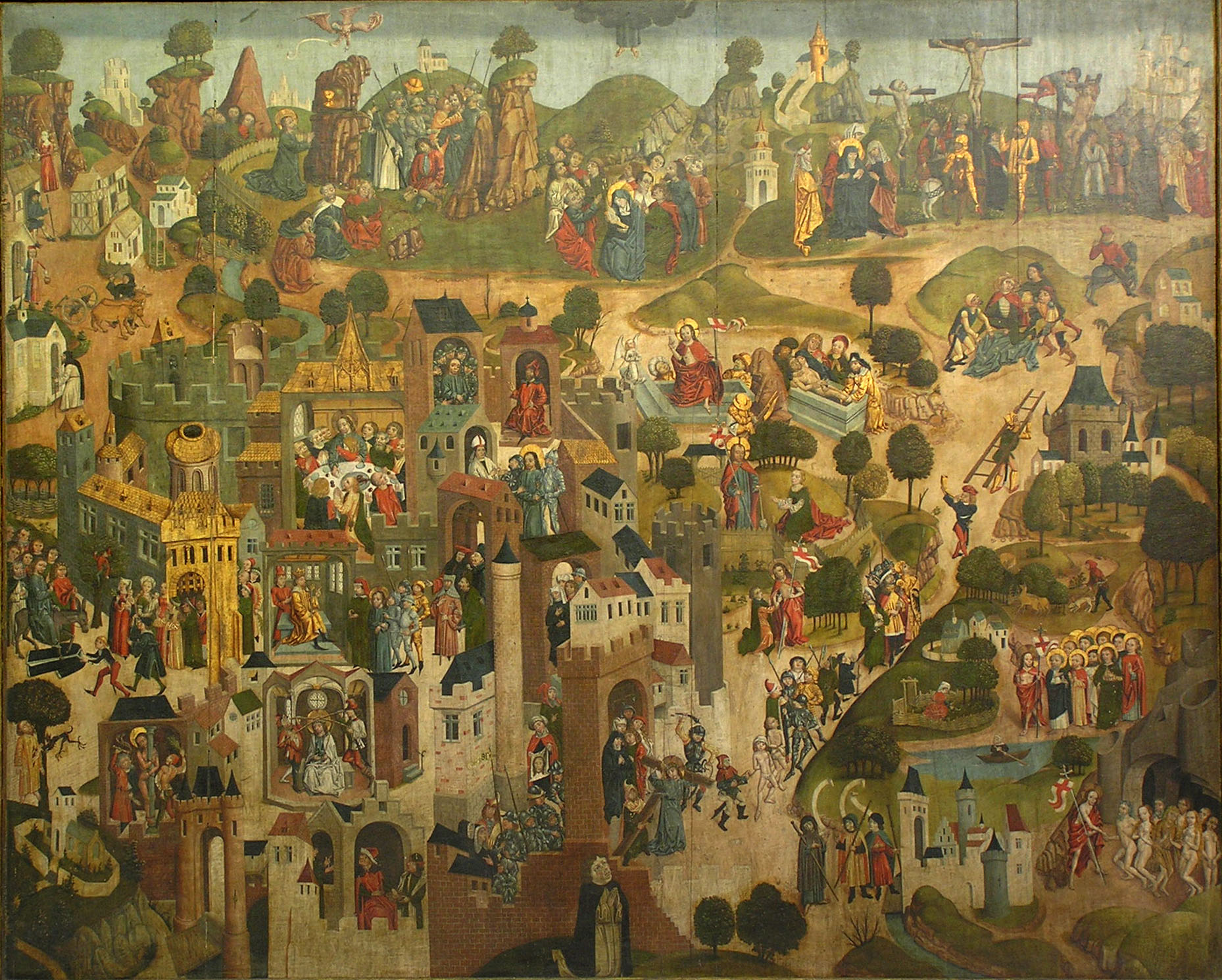
A Paixão representada em várias pequenas cenas, c. 1490, desde a Entrada em Jerusalém (inf. esq.) até à Ascensão (sup. dir.)

Algumas destas iconografias podem também formar parte de ciclos da Vida da Virgem:
- Anunciação a Maria, mostrando a concepção de Jesus
- Natividade
- Adoração dos Magos
- Circuncisão de Jesus
- Apresentação de Jesus ao Templo
- Fuga para o Egito, ou o Massacre dos Inocentes
- Jesus encontrado no Templo, o último episódio da infância de Jesus nos Evangelhos canónicos

### Período missionário
- Baptismo de Jesus
- Pesca miraculosa, mais frequentemente observada nas "Vidas" de apóstolos
- Tentação de Cristo, frequentemente dividida nas suas três partes
- Bodas de Caná, o primeiro milagre registado nos Evangelhos, e o único no qual Maria esteve presente
- Transfiguração de Jesus, muito mais comum na arte oriental
- Ascensão de Lázaro

### Paixão de Cristo
- Cristo deixando a mãe, de origem tardo-medieval e não baseado nos Evangelhos
- Domingo de Ramos, a entrada de Cristo em Jerusalém
- Purificação do Templo, mais popular a partir do Renascimento
- Última Ceia e Lava-pés
- Agonia no Jardim de Getsêmani
- Beijo de Judas e Prisão de Jesus
- Negação de Pedro: normalmente a única cena da Paixão a não incluir Cristo
- Julgamento de Jesus
- Cristo frente a Pôncio Pilatos
- Flagelação de Cristo
- Coroa de Espinhos
- Ecce Homo
- Via Dolorosa
- Crucifixão de Jesus, frequentemente dividida em várias cenas, incluindo a cravação, a elevação da cruz, e o disparo da flecha contra Jesus.
- Descida da Cruz
- Lamentação de Cristo (Pietà)
- Sudário
- Tumulação de Cristo
- Descida de Cristo ao Inferno (não está nos evangelhos)

### Da ressurreição à ascensão
- Ressurreição de Jesus, que não foi representada directamente no I milénio, sendo representadas em seu lugar Três Marias ou Portadores de Mirra sobre um túmulo vazio, ou então as próximas três cenas.
- Noli me tangere
- Cena de Emaús: Discípulos de Emaús e Jantar em Emaús
- Incredulidade de São Tomás
- Ascensão de Jesus

## Escolha de cenas

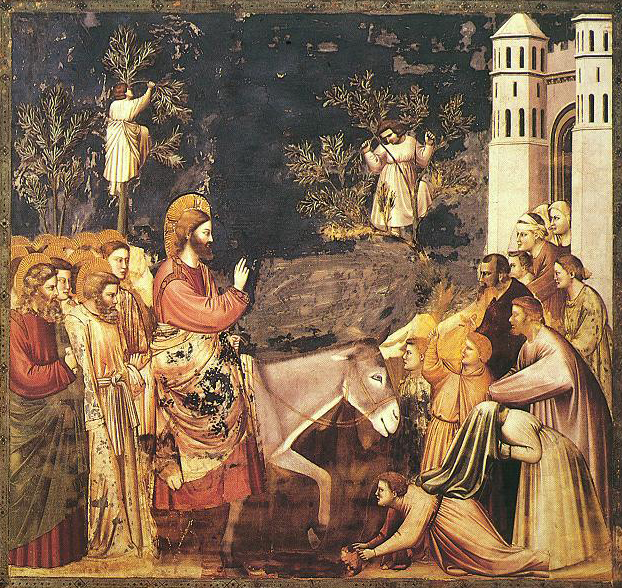
Entrada em Jerusalém, parte de uma série na Cappella degli Scrovegni, por Giotto, c. 1266

Após o período paleocristão, a selecção de cenas a serem ilustradas era orientada pelas festividades da Igreja e pelo Credo niceno, tendo ambos recebido destaque por parte dos escritores devocionais em cujas obras muitos ciclos se parecem ter fundamentado. Entre estas, a Vita Christi ("Vida de Cristo") por Ludolfo da Saxónia, e as "Meditationes Vitae Christi" ("Meditações sobre a Vida de Cristo"), de Pseudo-Boaventura, foram duas das mais populares a partir do século XIV. Outra influência, especialmente em igrejas de menor dimensão, foi o drama litúrgico. Tendiam a ser preferidas cenas cuja imagem podia ser facilmente reconhecida. Os milagres de Cristo não eram populares em nenhuma destas vertentes. Na arte bizantina, a escrita de nomes ou títulos no fundo das cenas artísticas era comum, sendo esta opção muito mais rara durante a Alta Idade Média no Ocidente, muito provavelmente pelo desconhecimento de latim dos crentes. As dificuldades esta situação poderá ter acarretado são evidenciadas nas doze cenas do Evangelho de Lucas no século VI, os Evangelhos de Santo Agostinho, onde cerca de um século depois da obra ter sido completa foram adicionadas legendas às figuras que identificam erradamente várias cenas. Contudo, foram representados alguns milagres frequentemente usados como paradigmas das doutrinas Cristãs, sobretudo o Casamento em Canãa e a Ascensão de Lázaro, ambos facilmente identificáveis através das imagens. É mais provável encontrar pinturas relativas a curas milagrosas nos hospitais. As práticas devocionais como a Via Crúcis também influenciavam a selecção.
As cenas com origem nos Livros apócrifos que são uma característica das representações pictóricas da "Vida da Virgem" têm poucos equivalentes na "Vida de Cristo", embora detalhes menores, como as crianças a subir às árvores na Entrada para Jerusalém, fossem tolerados. O episódio Descida aos Infernos, embora não seja referido por qualquer dos quatro evangelistas, foi aprovado pela Igreja, e a Lamentação de Cristo, embora não descrita concretamente nos Evangelhos, era encarada como estando implícita através dos episódios narrados prévia e posteriormente. A arte vernacular não era tão controlada pelo clero, e trabalhos como os azulejos medievais de Tring evidenciam legendas apócrifas fantasistas que, ou nunca apareceram na arte cristã, ou foram destruídas em data posterior.
Por volta do período gótico, a selecção de cenas atingiu o auge normativo. O notável estudo de Emile Mâle sobre a arte nas catedrais Francesas do século XIII analisa vários ciclos, e discute a falta de ênfase na "vida pública [que] está ausente em quatro cenas, o Baptismo, o Casamento em Canãa, a Tentação e a Transfiguração, que além do mais são raras serem vistas em conjunto".

## Ciclos

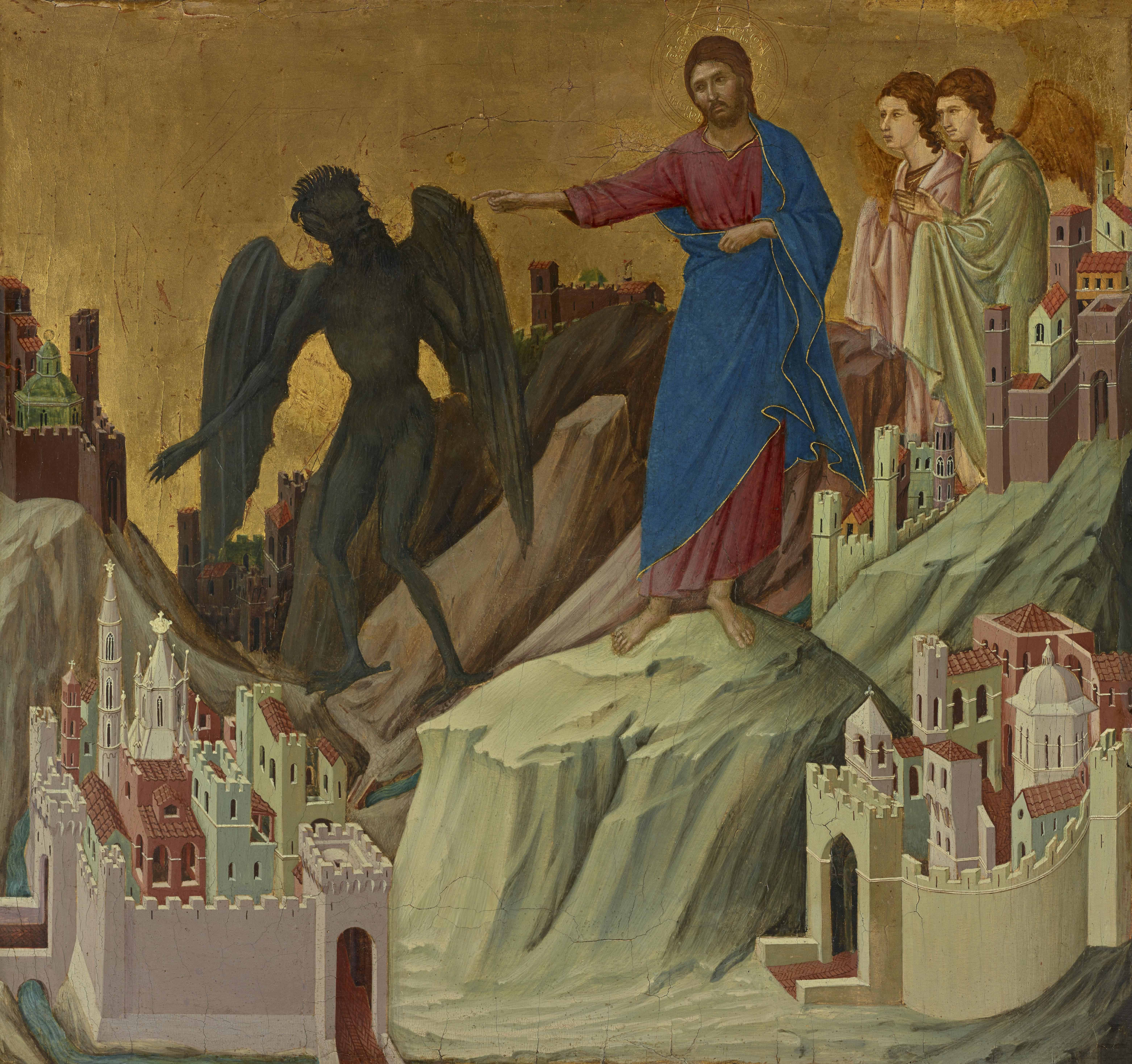
Tentação na Montanha, na obra Maestà de Duccio, 1308-1311.

Os sarcógafgos e pinturas paleocristãos das catacumbas de Roma contêm uma série de cenas narrativas. São frequentemente representados milagres, mas a Crucificação está ausente até ao século V, momento em que tem início na Palestina e cedo seguida pela Natividade no mesmo registo formal ainda visto nos ícones Ortodoxos actualmente. A "Adoração aos Magos" e o "Baptismo" podem ambos ser vistos mais cedo, mas a escolha de cenas é bastante variável.
Os únicos ciclos monumentais da antiguidade tardia que sobreviveram são mosaicos. A Basílica de Santa Maria Maior em Roma tem uma série datada de 432-430 sobre o nascimento e infância de Cristo, em conjunto com outras cenas da Vida da Virgem, padroeira da Igreja. A Basílica de Santo Apolinário Novo em Ravena tem ciclos em paredes opostas referentes aos Trabalhos e Paixão de Cristo datados do início do século VI. A Paixão é notável por ainda não conter a Crucificação entre as suas treze cenas, e os Trabalhos contêm oito milagres entre as suas igualmente treze cenas. Nenhuma destas características seria frequente na arte posterior, mas são comparáveis a características de ciclos em objectos de menor dimensão do mesmo período, como cofres cravados e um pendente em ouro do final do século VI.
Durante o resto da alta idade média, são as iluminuras que revelam as únicas cenas pintadas que sobreviveram em quantidade significativa, embora tenham também chegado até nós representações em artes aplicadas, sobretudo marfins e bronzes. O período da vida de Cristo que corresponde aos Trabalhos mostra-se aqui relativamente destacado quando comparado à Alta Idade Média.  Embora nesta época tenha sido o livro do Evangelho o principal tipo de manuscrito a receber iluminuras, a ênfase esteve na representação de retratos dos evangelistas, tendo sido poucos os que mostravam ciclos narrativos. De facto, estes são muito mais comuns nos saltérios e noutros géneros de livros, especialmente os do período românico. Nos casos onde existem ciclos ilustrativos nas iluminuras, estes estão normalmente agrupados no início da obra, ou dos Evangelhos, em vez de serem distribuídos ao longo do texto e nos locais relevantes, caso particularmente raro nos manuscritos Ocidentais e de evolução lenta nas bíblias impressas. No Oriente isto foi bastante mais comum; o Codex Sinopensis Bizantino do século VI possui uma iluminura sem moldura no rodapé de cada folio sobrevivente, tendo esta forma de ilustrar os evangelhos sido vista até tardiamente em livros Gregos de evangelhos. Cenas com milagres eram mais frequentemente encontradas em ciclos da Vida de São Pedro e outros apóstolos, desde sarcófagos até aos Cartões de Rafael.

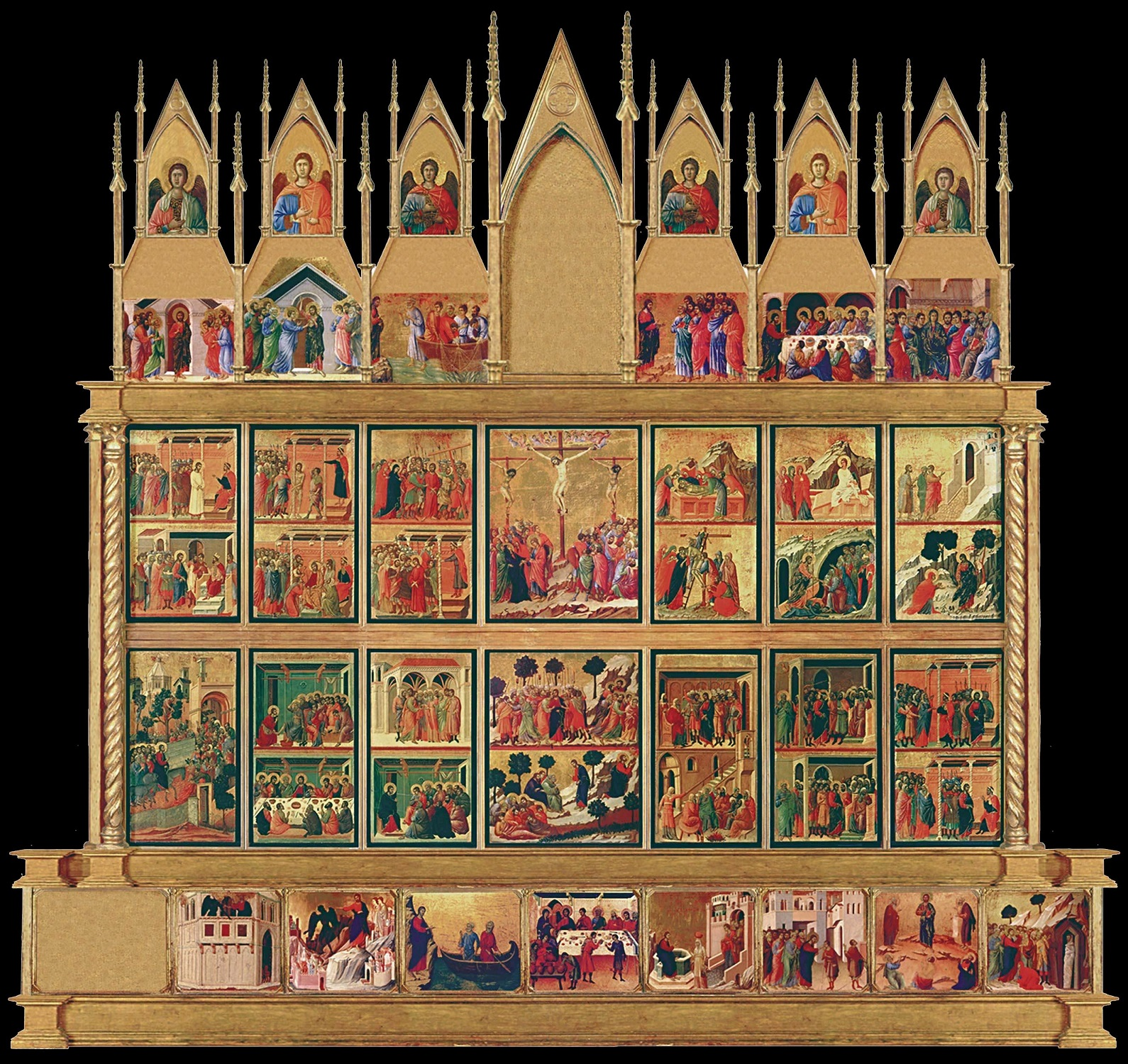
Parte posterior da Maestà de Duccio. A secção central mostra a sequência da Paixão, com início na entrada para Jerusalém (canto inferior direito) e término em Noli me tangere (canto superior direito, 2ª fila); ver sequência. Na parte inferior estão os Trabalhos, sobre as cenas pós-Ressurreição. As cenas do nascimento e infância estão na frente, parte da "Vida da Virgem"

Na pintura, a Vida era frequentemente mostrada num dos lados da igreja, a par de cenas do Antigo testamento no lado oposto, o último geralmente escolhido para preparar a introdução de figuras do Novo testamento de acordo com a teoria da tipologia. Esquemas deste género seriam mais tarde denominados Bíblia dos Pobres (e por Biblia pauperum quando na forma de livro) pelos historiadores de arte, tendo sido bastante comuns embora hoje em dia a maior parte tenha desaparecido. Depois dos vitrais ganharem relevo dentro da arte gótica, a representação da Vida começou a usar este suporte, normalmente com um pequeno medalhão para cada cena, o que exige uma composição bastante compacta. Os frescos nas paredes da Capela Sistina onde são representadas as Vidas de Cristo e Moisés são uma variante pouco comum. A partir do século XV as gravuras continham inicialmente apenas cenas, que evoluiriam para ciclos completos, que eram também um dos mais vulgares temas para livros de blocos. Albrecht Dürer produziu um total de três ciclos em xilogravura da Paixão de Cristo: um ciclo de grande formato (sete cenas entes de 1500, com mais cinco em 1510), pequeno (36 cenas em 1510) e um de gravuras (16 cenas, 1507-12). Estas seriam distribuídas por toda a Europa, e frequentemente usadas como padrões por pintores menos ambiciosos. As Cenas da Paixão de Cristo e o Advento e Triunfo de Cristo de Hans Memling são exemplares onde um grande número de cenas, neste caso acima de vinte, são mostradas numa única perspectiva aérea de Jerusalém.
Nas áreas Protestantes a produção de pintura relacionado com a imaginária da Vida cessou pouco depois da Reforma, mas impressões e ilustrações em livros foram aceites, já que não representavam o perigo de idolatria. Apesar disso, houve poucos ciclos da Vida. Lucas Cranach, o Velho realizou uma notável obra panfletária da Paixão de Cristo e Anticristo em 1521, onde 13 pares de gravuras mostram uma cena da Vida, contrastando cada uma com uma cena anticatólica. Contudo, os temas mais representados diziam respeito a cenas do Antigo Testamento e a parábolas.

## Parábolas

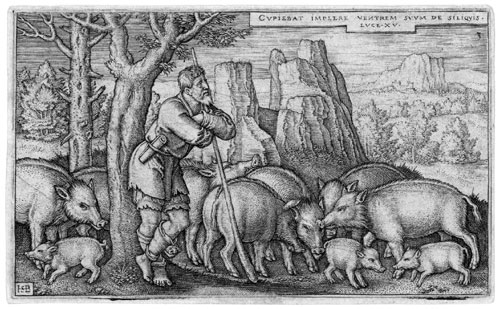
Gravura da Parábola do Filho Pródigo por Hans Sebald Beham, 1536

De entre as mais de trinta Parábolas de Jesus nos Evangelhos canónicos, quatro seriam tão representadas na arte medieval, até ao ponto de quase ofuscar as demais, mas normalmente não incluídas nas cenas narrativas da Vida: a Parábola das Dez Virgens, Lázaro, o leproso, o Filho Pródigo e o Bom samaritano. A Parábola dos Trabalhadores na Vinha foi também comum durante a Alta Idade Média.
A partir do Renascimento o número de representações aumentou e as três cenas principais do Filho Pródigo - a vida nos céus, os porcos e o regresso - tornaram-se claramente os favoritos. Albrecht Dürer realizou uma famosa gravura do Filho Pródigo entre os porcos (1496), um tema popular no Renascimento nórdico, tendo também Rembrandt usado este tema inúmeras vezes, embora em pelo menos uma das suas obras, O Filho Pródigo na Taverna, um auto-retrato seu como o Filho, seja uma forma de dignificar o sub-género das cenas de taverna. O seu posterior Regresso do Filho Pródigo de 1662 é uma das suas mais célebres obras.